# 缅甸龙胆
缅甸龙胆（学名：Gentiana burmensis）为龙胆科龙胆属的植物。分布于缅甸北部、缅甸东北部以及中国大陆的西藏、云南等地，生长于海拔3,900米至4,200米的地区，多生长于砂地、阳坡砾石间及林下，目前尚未由人工引种栽培。